# Libro complido en los judizios de las estrellas

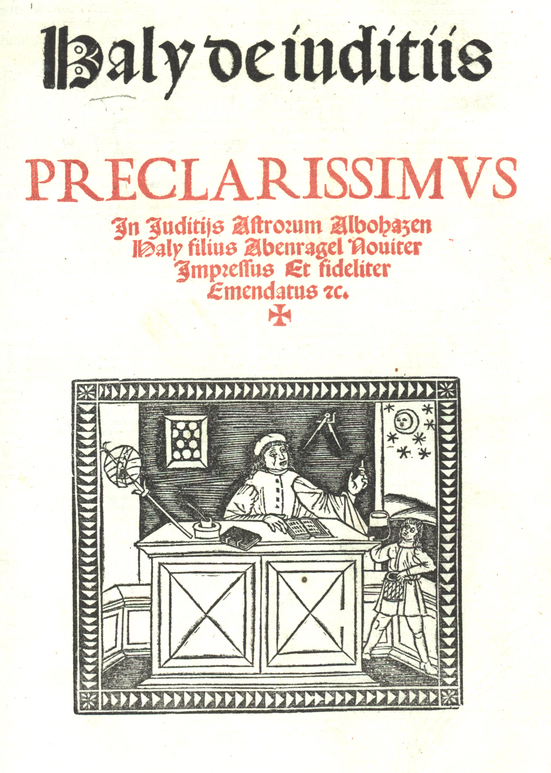
Livre complet sur le jugement des étoiles, 1523

Le Libro complido en los judizios de las estrellas est une traduction du traité de Aben-Ragel faite par Yehuda ben Moshe. C'est un traité d'astronomie qui de plus inclut les thèmes de l'astrologie, tels que le Zodiaque et celui de l'influence des planètes sur la vie des personnes.
C'est une œuvre assez avancée pour son temps. Elle recourt aux exempla et elle est pionnière dans l'usage des aphorismes.
En accord avec certaines figures astronomiques, la traduction, commandée par le roi Alphonse X le Sage, a commencé le 12 mars 1254. On ne sait pas avec certitude si Yehuda ben Moshe a eu des collaborateurs, bien que l'on pense que oui. Un d'entre eux est mentionné comme correcteur.
Comme l'indique le prologue, l'œuvre comprend huit livres:
« E en el primero libro e en el .IIº e en el tercero fabla en las cuestiones e en las cosas que á omne menester en ellas. E en el cuarto e en el quinto libro fabla en las nacencias. E en el sexto libro fabla en las revoluciones de las nacencias. E en el séptimo libro fabla de las electiones. E en el ochavo libro fabla de las revoluciones de los años del mundo. E aquí.s´acaba el Libro conplido en los judizios de las estrellas.
Apud Gómez Redondo, op. cit, pag. 392. »

## Sources
- (es) Cet article est partiellement ou en totalité issu de l’article de Wikipédia en espagnol intitulé « Libro complido en los judizios de las estrellas » (voir la liste des auteurs).